# Монастириська центральна районна клінічна лікарня
Монастириське районне територіальне медичне об'єднання — лікувальний заклад у м. Монастириськах Тернопільської області України.

## Історія
У 1797 в Монастириськах заснована державна фабрика тютюну, при якій у XIX столітті була лікарня для хворих. Перед Першою світовою війною фабричним лікарем був доктор Лобода. Практикувало також 2 приватних лікарів та 3 акушерки. Діяла аптека.
Від 1926 до 1944 лікарем у Бучачі і Монастириськах працював Олекса Банах. Працювала одна приватна аптека.
Районна лікарня в Монастириськах на 10 ліжок почала працювати в 1939.
25 липня 1944 в районі організовано райздороввідділ, який очолив лікар Тадей Трембач. Районна лікарня мала 15 ліжок, головним лікарем став Леон Бандлер. Було відкрито районну амбулаторію, жіночу консультацію і райСЕС. 30 липня 1945 Л. Бандлер виїхав до Польщі і головним лікарем лікарні призначено С. Ліпніцьку. На кінець 1945 лікарня розширюється до 40 ліжок.
22 липня 1957 створюється протитуберкульозне відділення, яке очолив В. Гулько.
3 1959 до складу Монастириського району увійшов Коропецький район, у зв'язку з об'єднанням лікарі з Коропця переведені в Монастириську лікарню.
У січні 1982 в лікарні створено лікарський пункт швидкої медичної допомоги. 

## Відомі працівники

### Головні лікарі
- Леон Бандлер — липень 1944 — липень 1945,
- С. Ліпніцька — липень 1945 — вересень 1946,
- Андрій Стороженко — вересень 1946 — січень 1954,
- Петро Цюпка — січень 1954 — 1979,
- М. Хмарук — 1979—1992,
- Стефанія Іванівна Підгірна — нині

### Лікарі

#### Колишні
- В. Єрмакова — 1946-1960-ті, Валентина Глазкова (з 1946), лікар-венеролог Таїсія Погарська (з 1946), лікар-гінеколог Н. Фоміна (з 1948), педіатр Коваленко (з 1949), отоларинголог М. Васіва (з 1949), фтизіатр П. Гурський (з 1950),
- акушер-гінеколог, завідувач поліклінічним відділенням Г. Байван (з 1951), хірург Н. Джевага (з 1952), лікар Я. Мельник (з 1952); шкільний лікар Г. М'якота, дерматолог К. Шейнзон, акушер-гінеколог Петра Цюпка, педіатра Агнії Панченко — з 1953, лікар-офтальмолог Я. Онищенко (з 1954), лікар-фтизіатр В. Гулько (з 1954), лікар-стоматолог М. Остапова (з 1958); хірург Й. Аніловський, отоларинголог Л. Хлопецький, невропатолог Ю. Стасюк — з 1959, інфекціоніст М. Рідна (працювала 36 років — з 1954 до 1990),
- педіатр М. Набережна, акушер-гінеколог З. Данильченко, хірург І. Лисик — з 1960, лікар-венеролог З. Юрчишина (з 1962),
- сім'я лікарів Венгерів (1957—1964): венеролог П. Венгер, терапевт Н. Венгер,
- сім'я лікарів В. і М. Перунів (з 1963),
- отоларинголог М. Лущак (з 1967), терапевт Л. Волос (з 1967), лікар зі спецроботи (цивільна оборона) Є. Бойчук (з 1968),
- І. Лисик — 25 серпня 1970 — листопад 1993,
- В. Кардашук — завідувач акушерсько-гінекологічним відділенням у 1970—(1993),
- М. Дудко — перший анестезіолог у районі (з 1973),
- Я. Воробець — травматолог з 1978,
- 3. Багрій і В. Бабій — лікарі пункту швидкої медичної допомоги від 1982,
- Володимир Гнатів — переведений з дільничої лікарні с. Товстобаби, хірург із 1959, завідувач хірургічним відділом і районний хірург, лікар-анастезіолог у 1978—1984[1]
- Мирослав Урсуляк — хірург, завідувач хірургічного відділення (1988—2004)[2]
- Василь Ференц — 1984—1999 — лікар-хірург, 1999—2004 — заступник головного лікаря з лікувальної роботи, від червня 2004 — завідувач хірургічного відділення.[3]